# 1874 az irodalomban
Az 1874. év az irodalomban.

## Megjelent új művek

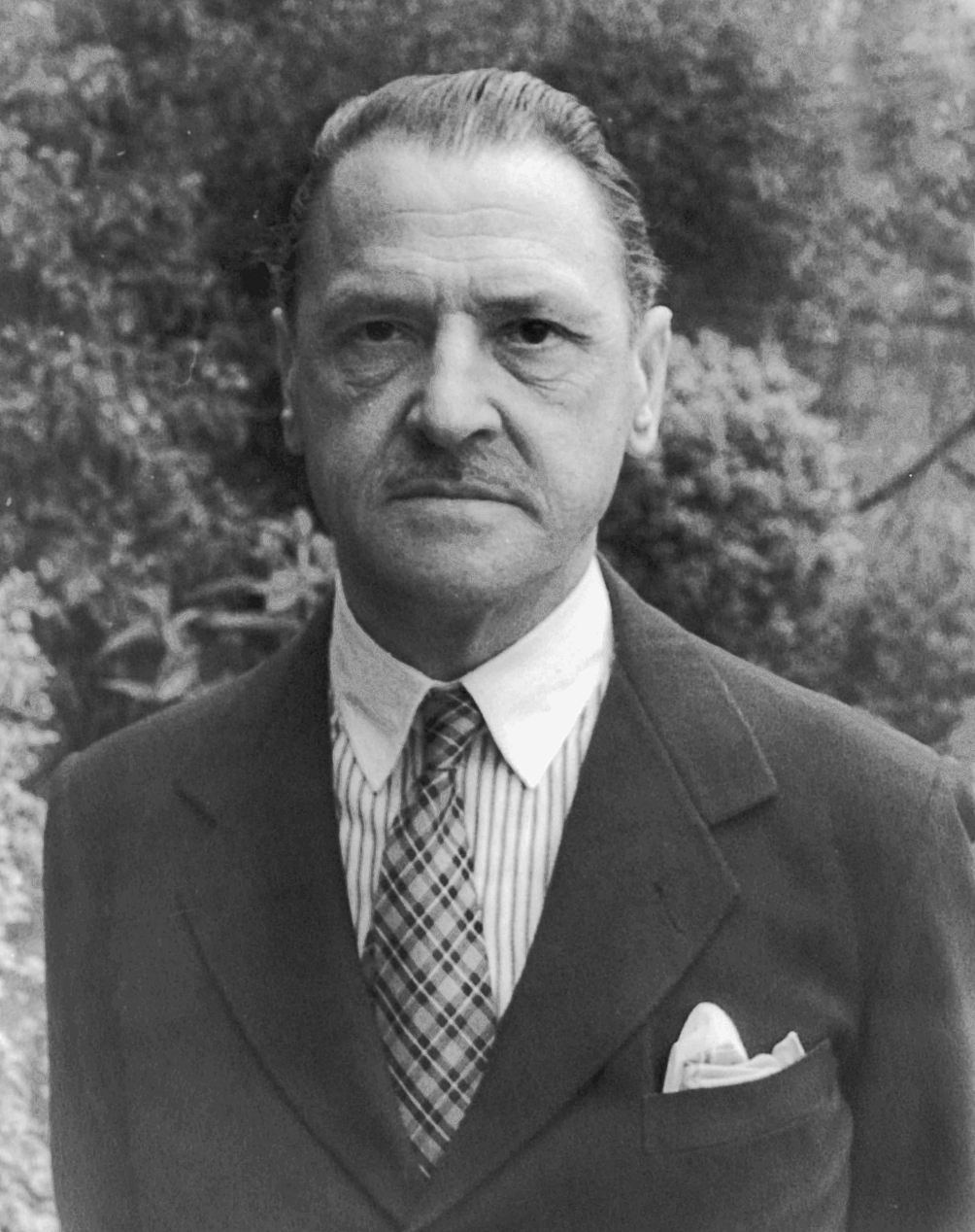
William Somerset Maugham

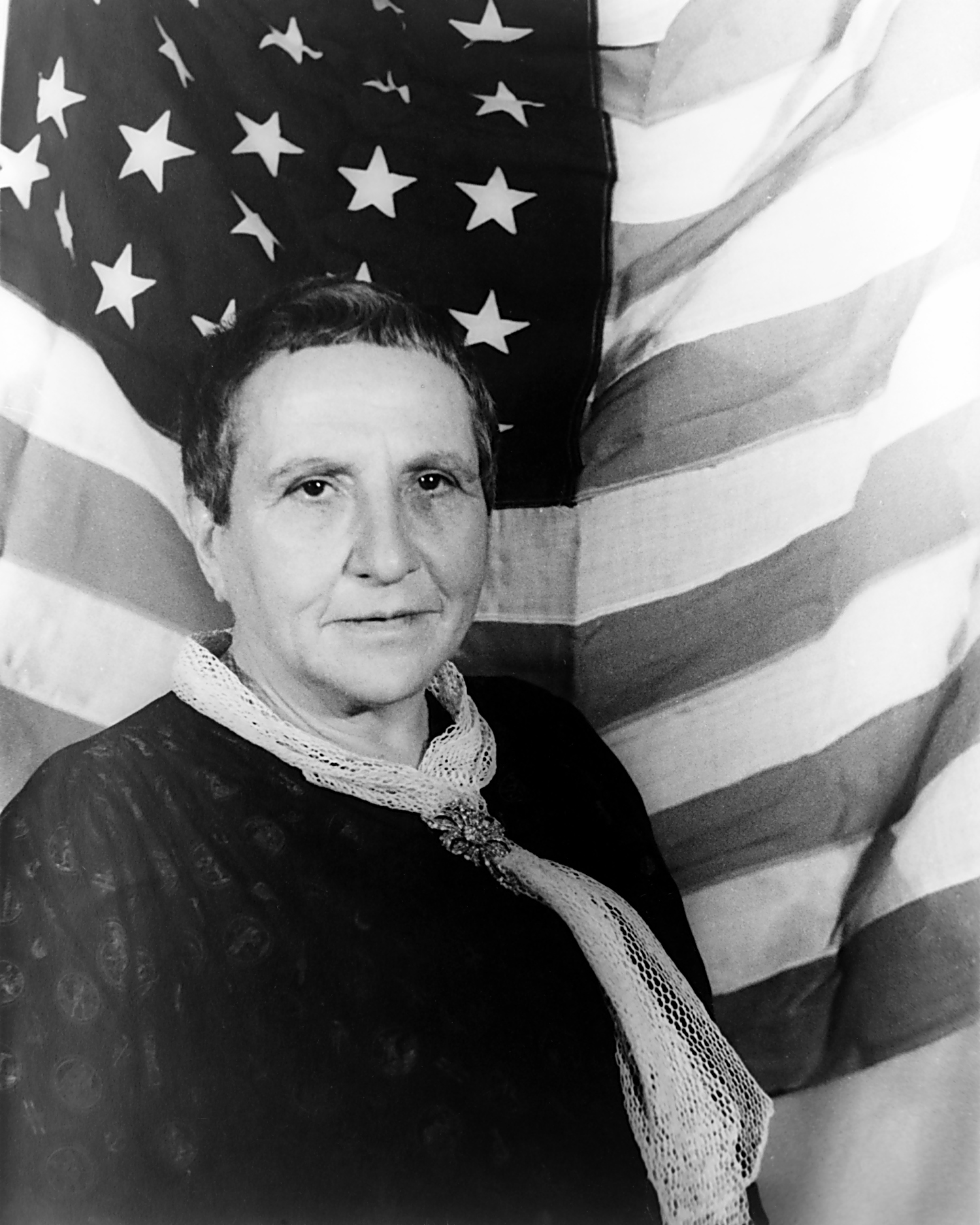
Gertrude Stein

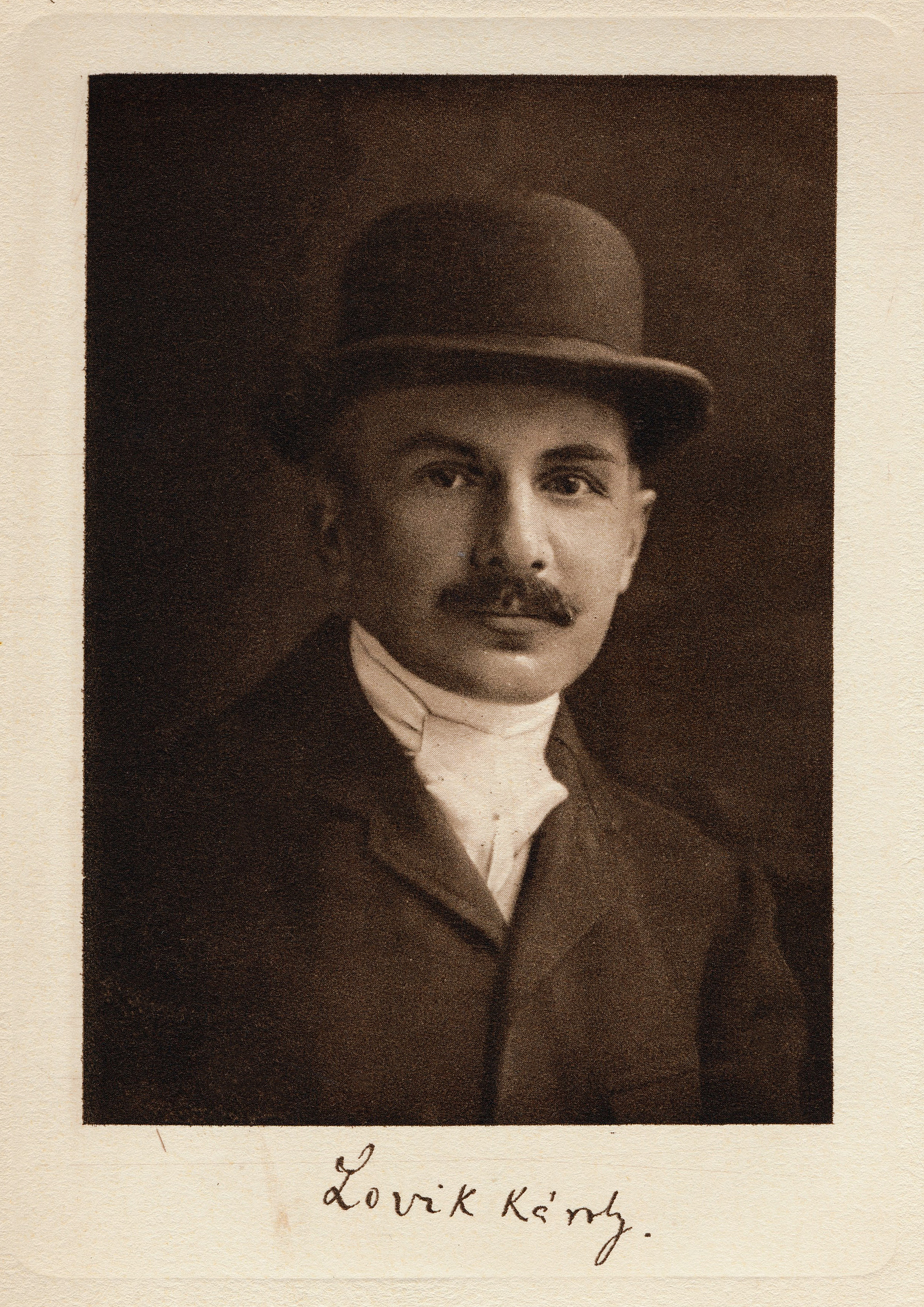
Lovik Károly

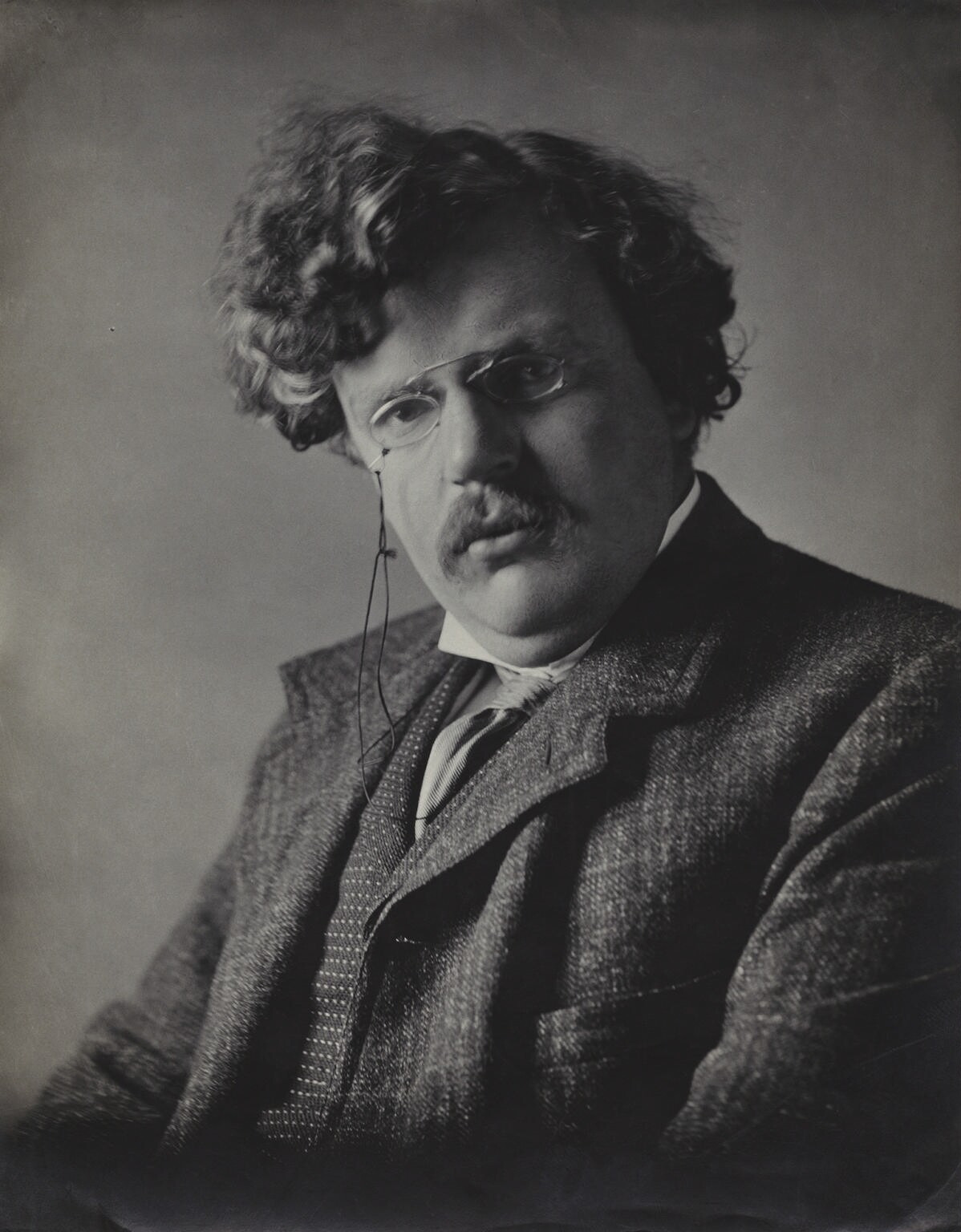
G. K. Chesterton

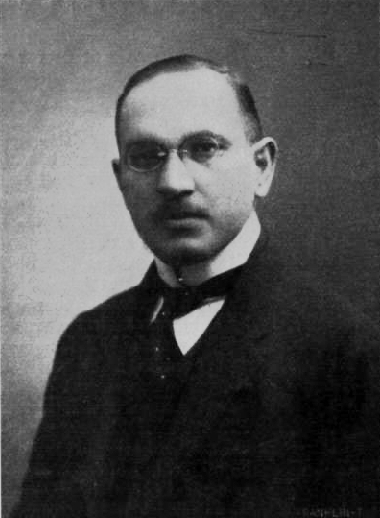
Császár Elemér

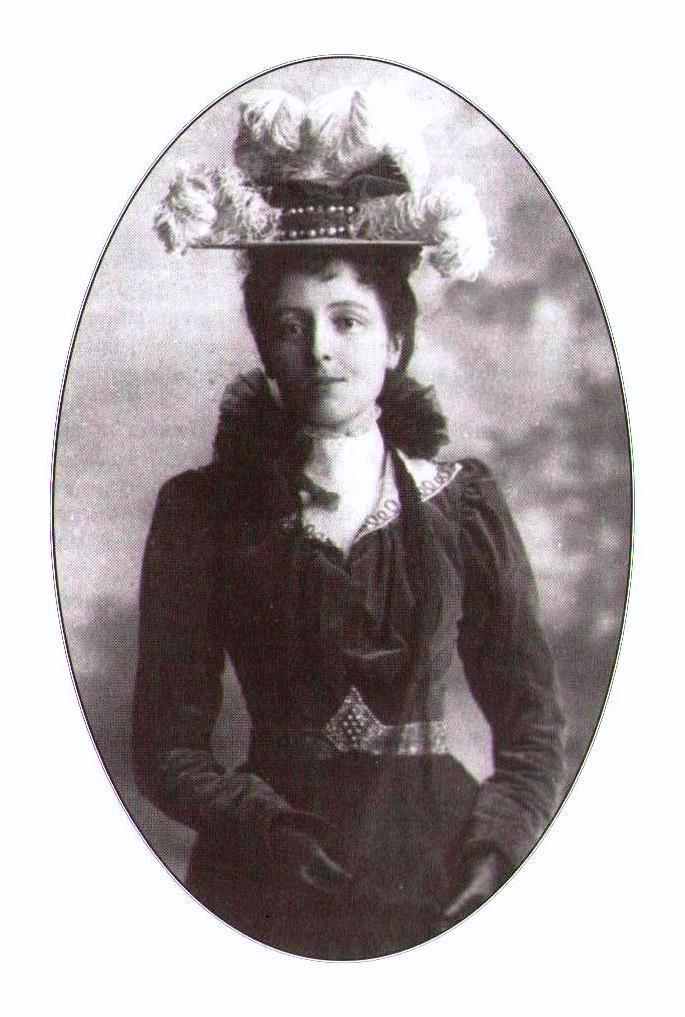
Lucy Maud Montgomery

- Pedro Antonio de Alarcón spanyol író elbeszélése: A háromszögletű kalap (El sombrero de tres picos), a spanyol irodalom egyik népszerű műve; Manuel de Falla komponált belőle balettet
- Gustave Flaubert: Szent Antal megkísértetése (La Tentation de saint Antoine), „amely – műfaját tekintve – nem regény, nem is vallásbölcseleti tanulmány, hanem nagyszabású és megrendítő vízió az emberi hiszékenység különféle formáiról.”[1]
- Victor Hugo utolsó regénye: 1793 (Quatrevingt-treize)
- Jules Verne regénye: A rejtelmes sziget (L'Île mystérieuse); megjelent folytatásokban 1874. januártól 1875. decemberig, könyv alakban 1875. novemberben
- Émile Zola regénye: Plassans meghódítása (La Conquête de Plassans)
- Thomas Hardy regénye: Far from the Madding Crowd (A lármás nyüzsgéstől messze)[2]
- Józef Ignacy Kraszewski lengyel író regénye: Morituri (Halálraszántak)[3]

### Költészet
- Abílio de Guerra Junqueiro portugál költő verses szatírája: A morte de Dom João (Don Juan halála)[4]
- James Thomson skót költő (írói álneve: Bysshe Vanolis; 1834–1882) terjedelmes költeménye: The City of Dreadful Night (A rettenetes éj városa)[4]
- Paul Verlaine verseskötete: Szöveg nélküli románcok (Romances sans paroles)
- Paul Verlaine: Art poétique (Költészettan) című költeménye[5] 1874-ben írja, de csak 1884-ben kiadott Jadis et Naguère című kötete tartalmazza.

### Magyar nyelven
- Arany János: Bolond Istók, második ének (a Budapesti Szemlében); az első ének egy része 1850-ben, a teljes első ének pedig a Magyar Írók Segélyegyletének 1863. évi albumában jelent meg[6]
- Mikszáth Kálmán: Elbeszélések, két kötet
- Petőfi Sándor költeményei címmel megjelenik a költő verseinek díszkiadása, a korábbi kötetekénél sokkal teljesebb gyűjteménye. Ez a kiadás már tartalmazza a forradalmi verseket és Az apostol első teljes, megbízható szövegét is.[7][8]
- Megjelenik Toldy István két drámája: Livia és Kornélia

## Születések
- január 25.– William Somerset Maugham angol regényíró, elbeszélő és drámaíró († 1965)
- február 1. – Hugo von Hofmannsthal osztrák költő, novellista, drámaíró († 1929)
- február 3. – Gertrude Stein amerikai költő- és írónő († 1946)
- március 9. – Lovik Károly író († 1915)
- március 26. – Robert Frost amerikai költő († 1963)
- május 29. – G. K. Chesterton angol író, filozófus, drámaíró, teológus, kritikus († 1936)
- augusztus 7. – Császár Elemér irodalomtörténész († 1940)
- október 18. – Földessy Gyula irodalomtörténész, kritikus († 1964)
- november 30. – Lucy Maud Montgomery kanadai írónő, főként az Anne Shirley-sorozatról ismert († 1942)

## Halálozások
- február 9. – Jules Michelet francia bölcsész, történetíró (* 1798)
- október 8. – Vítězslav Hálek cseh író, költő, drámaíró (* 1835)